# Carangas (província)
Carangas é uma província da Bolívia localizada no departamento de Oruro, sua capital é a cidade de Corque.